# Malva vidalii
Malva vidalii är en malvaväxtart som först beskrevs av Carlos Pau, och fick sitt nu gällande namn av Julián Julià Molero och J.M.Monts.. Malva vidalii ingår i Malvasläktet som ingår i familjen malvaväxter. Inga underarter finns listade i Catalogue of Life.